# Prisoner of Ice
Prisoner of Ice (también Call of Cthulhu: Prisoner of Ice) es un juego de aventura de 1995 creado por Infogrames basado en los mitos de Cthulhu de H. P. Lovecraft

## Historia
La historia de Prisoner of Ice se sitúa en 1937, alrededor de la Antártida. Se trata de un joven agente estadounidense, el teniente Ryan, enviado al barco HMS Victoria para misiones especiales.
Al comienzo del juego, el barco está navegando por la Antártida después de haber rescatado un noruego que escapó recientemente de una base secreta alemana en la Antártida. Luego se sabe que dicha base fue construida en las Montañas de la Locura (At the Mountains of Madness). El marino rescatado había traído consigo de la base dos cajones con el rótulo 'secreto'. 
Durante el desarrollo del juego, el personaje principal conoce a John Parker, el protagonista del anterior juego Shadow of the Comet.
Este juego contiene finales personalizados según distintas variaciones durante el juego.